# Chojinki Metalder
Chojinki Metalder (超人機メタルダー, Chōjinki Metarudā, vertaald als Super Human Robot Metalder) is een Japanse tokusatsu-serie geproduceerd door Toei Company. De serie is onderdeel van Toeis Metal Heroes series.
Chojinki Metalder Metalder was Toeis eerste televisieserie met een robot in de hoofdrol sinds Uchuu Tetsujin Kyoudain, de serie die Kamen Rider Stronger moest vervangen maar daarin faalde. Metalder zou in theorie een remake moeten worden van een oudere Tokusatsuserie genaamd Kikaider. Metalders kostuum, motorfiets en aanvallen zijn vrijwel identiek aan die van Kikaider.
De serie liep van 16 maart 1987 t/m 17 januari 1988, en bestond uit 39 afleveringen. Dit kwam doordat de serie negatieve kritieken kreeg en over zijn budget heen ging. In tegenstelling tot de vorige Metal Heroes series had Metalder een grimmige, depressieve en serieuze ondertoon.
Beeldmateriaal van Metalder werd door Saban Entertainment gebruikt voor het eerste seizoen van VR Troopers. Metalder werd ook in Frankrijk en Brazilië uitgezonden. In februari 2007 bracht Toei de gehele serie en de bijbehorende film uit op dvd.

## Verhaal
De serie begint in 1945, gedurende de laatste dagen van de Tweede Wereldoorlog. Dr. Ryuuichirou Koga ontwerpt in opdracht van het Japanse leger een androïde genaamd Metalder, die moet dienen als geheim wapen in de oorlog. Hij modelleert de androïde naar zijn overleden zoon, luitenant Tatsuo Koga. Dr. Koga is in werkelijkheid echter een pacifist die niets met de oorlog te maken wil hebben. Daarom bergt hij Metalder op in een geheime opbergruimte en vertrekt naar de Verenigde Staten.
42 jaar gaan voorbij. In die tijd verandert Dr. Koga’s oude collega Majoor Muraki in de kwaadaardige GodNeros, de heerser van het Neros Empire. Dr. Koga ontdekt dat Neros een bedreiging vormt voor de wereld, en keert terug naar Japan met het plan Metalder alsnog te activeren. Godneros stuurt zijn leger eropuit om Dr. Koga te stoppen. Koga kan zijn robot, die hij de bijnaam Tsurugi Ryuusei heeft gegeven, activeren, maar de robot weet niet wat hij moet doen. Om Ryuusei een “doel” te geven, rent Koga de opslagruimte uit en wordt gedood door het Neros leger. Wanneer hij zijn schepper ziet sterven veranderd Ryuusei in zijn ware vorm, de androïde Metalder, en verslaat de aanwezige Neros soldaten. Daarna gaat hij het gevecht met GodNeros en diens leger aan.

## Personages

### Protagonisten
- Metalder: een androïde gebouwd door Dr. Koga tegen het einde van de Tweede Wereldoorlog. Hij een mensachtige vorm die gemodelleerd is naar Dr. Koga’s zoon Tatsuo, en een metalen gevechtsvorm waar hij in kan veranderen wanneer zijn woedde toeneemt. Hoewel hij een androïde is, is Metalder in staat tot menselijke emoties en kan het verschil zien tussen goed en kwaad. In zijn menselijke vorm gebruikt hij de naam Tsurugi Ryuusei
- Springer:een robothond gemaakt door Dr. Koga voor Metalder. Derhalve kan hij worden gezien als Metalders “grote broer”. Hij bewaakte de opslagruimte van Metalder. Springer kan praten, en is in staat Metalder te repareren.
- Mai Ougi :een tomboyachtige cameravrouw die werkt voor een tijdschrift. Ze is Metalders eerste menselijke vriend en vergezelt hem overal.
- Shingo Oogi: Mais vader, die in Washington D.C. werkt als journalist. Hij onderzocht voor Mai Dr. Koga’s verleden en ontdekte zo GodNero’s identiteit.
- Kita Hakkou: een Grand Prix-motorcoureur die de beste ter wereld wil worden. Was oorspronkelijk aanvoerder van een motorbende. Hij ontmoette Ryuusei en Mai, en raakte betrokken bij de gevechten met Neros. Hij ziet zichzelf als Mais bodyguard en noemt zichzelf dan ook de 'Neros Hunter'.
- 2e Sub-luitenant Tatsuo Koga: Dr. Koga’s enige zoon naar wie Metalder is gemodelleerd. Hij stierf in oktober 1944 als eerste lid van een Kamikazeteam.
- Dr. Ryuuichiro Koga (1): de man die Metalder maakte. Hij werd na de Tweede Wereldoorlog lid van NASA. Keerde terug naar Japan toen hij het bestaan van het Neros Empire ontdekte. Stierf kort nadat hij Metalder had geactiveerd.
- Violent Spirit Top Gunder(4-37): een soldaat van Godneros' Combat Robot leger. Hij vecht altijd alleen en gelooft in eerlijk spel. Hij krijgt in de loop van de serie steeds meer respect voor Metalder en wordt zelfs een bondgenoot van hem. Dit maakt dat GodNeros hem doodt.

### Neros Empire
Een geheime organisatie die de activiteiten van alle criminele organisaties ter wereld controleert. Hun doel is wereldoverheersing door middel van economische en militaire macht.
- Emperor GodNeros: de leider van het Neros Empire. Hij was vroeger Majoor Muraki, een assistent en collega van Dr. Koga bij het Metalder project. Hij deed echter illegaal experimenten met gevangenen. Hij werd daarom gearresteerd en blijkbaar geëxecuteerd. Hij wist te ontsnappen naar Amerika en voegde zich daar bij een crimineel syndicaat. Hij onderging plastische chirurgie, vernietigde het syndicaat en stal al hun rijkdommen. Hiermee richtte hij het bedrijf Kirihara Konzern op, dat als dekmantel dient voor Neros. Bij de buitenwereld staat hij bekend als Gozou Kirihara. Hij werd aan het eind van de serie onthoofd door Metalder.
- Secretaries K and S: Gozous spionnen.
- Light Fighters: soldaten in zwarte uniformen.
- Shadow Light Fighters: sterkere soldaten getraind in ninjutsu.
- Victorious Saint Coolgin: Leider van het Armor Leger. Hij is Godneros' rechterhand en een eersteklas strateeg en zwaardvechter. Wist Metalder bij hun eerste ontmoeting te verslaan. Hij doet vaak dienst als GodNeros dubbelganger om verwarring te zaaien.
- Victorious Saint Balsky: leider van het Combat Robot Leger. Hij is een zilveren robot. In aflevering 38 kreeg hij de mogelijkheid om de gedaantes en krachten van zijn troepen aan te nemen. Hiermee vocht hij tegen Metalder, maar verloor. Hierop vernietigde GodNeros hem met een bom in Balsky’s lichaam.
- Victorious Saint Geldring: Leider van het Monster leger. Hij is een groen gespierd beest met een schedelachtige kop. Hij kan teleporteren, een groen slijm uit zijn vingertoppen afvuren en elektriciteit opwekken. Hij vocht het vaakst tegen Metalder.
- Victorious Saint Dranger: Leider van het Armament Leger. Hij draagt een rood en zilverkleurig harnas en vecht met een lang zwaard. De vingers van zijn linkerhand zijn vuurwapens.
- Neros legers: de monsters en soldaten van het Neros Empire worden onderverdeeld in vier legers:
  - Armor leger: bestaat uit cyborgs en mensen met pantsers.
  - Combat Robot leger: bestaat uit androïden.
  - Monster leger: bestaat uit monsters en mutanten gemaakt via genetische manipulatie.
  - Armanent leger: bestaat uit arsenaal robots.

## Afleveringen
1. Hurry! Towards the Good Filled Heaven
2. Neros Becomes More Than a God
3. Hammer Man BenK Cries For the Love Shown to a Hare
4. Torpedo Agmis VS Second Navy Lieutenant Metalder
5. Hold Your Ground! Never-Missing Gunplay
6. Anger! KO the Heavyweight Ruler Galdos
7. Decide the Goal! The Tag Brothers and the Flames of a Duel
8. Farewell, Barlock! Secrets of the Silver Mask
9. A Dreaming Monster! Lovers in a Crossfire
10. High Art! The Violin Attack of the Famous Music Robot
11. Pursuit of the Brave! The Giant Who Rises in the Sky!!
12. A Monster's Beloved -- Sieging Ninjas!
13. Critical Moment! Restore the Parent and Child's Love to the Umineko Valley
14. Sister is Alive! Sorrowful Lady Soldier Madonna
15. Soaring Monster; Son, Mother Prays!
16. The Rival For Love is a Noisy Biker
17. Critical Mai! Hurry, One-Eyed Dragon Topgunder
18. Mai's Secret Information; the Poolside's Trap
19. A Summer Vacation with an Adventure Tour to the Ghostbank
20. The Target is Puppies? The Blazing Revenge of the Armor Army
21. A Citywide Mystery; the Beautiful Girl Who Calls Fireflies
22. Soaring Rollerskaters! Raid of the Red Dolphins
23. Who is Top?! The Big Meet of Best to Worst
24. Princess Tenkou VS Galador's Black Magic Battle
25. Rush Out! JACK Blitzkrieg Cheering Party
26. Champions! The Blaze of the JACK Guys
27. Help! The Beloved Gori-chan's Escape Journal
28. Lovely Thief; the Young Lady's Prayer Lies Within the Shining Diamond
29. Sorrowful Story of the Dog
30. Guard It! Secret Base
31. The Target is the Power Surge! Love the Dreaming Girl
32. Century Beauty Legend
33. Large Siege Network, Escape of Heated Friendship
34. Neros, The Emperor Who Has a Thousand Faces
35. The Emperor, Neros' True Identity Is...?
36. Strong Offense! Combat Robot Army
37. Grand Collapse! Neros Empire
38. Great Counterattack! The Wastelands of Love and Hatred
39. Big Face-off! Metalder Forever

### Film
- Super Human Robot Metalder

## Cast
- Metalder/Tsurugi Ryuusei: Akira Senou
- Metalder (voice): Michirou Iida
- Oogi Mai: Hiroko Aota
- Kita Hakkou: Kazuoki Takahashi
- Gouzou Kirihara; Emperor Godneros; Coolgin: Shinji Toujou
- Dr. Ryuuichirou Koga: Ken Uehara
- Verteller: Issei Masamune

## Muziek
Begintune
- Kimi no Seishun wa Kagayaiteiru ka door Isao Sasaki

Eindtune
- Time Limit door Ichiro Mizuki en Koorogi '73